# مهرجان العراق الدولي
مهرجان العراق الدولي، مهرجان فني عربي جرى فيهِ تكريم مجموعة من نجوم الفن في الموسيقى والسينما والدراما، وبمشاركة وتصويت الجمهور أُقيمت النسخة الاولى 3 أكتوبر 2023 بالتزامن مع العيد الوطني العراقي، بدعم ورعاية رئيس مجلس الوزراء العراقي محمد شياع السوداني ووزارة الثقافة والسياحة والآثار (العراق).

## هيئة التحكيم
- جبار جودي
- أشرف زكي
- نصير شمة
- إيناس الدغيدي
- شذى سالم
- محسن جابر
- جمال فياض

## جوائز[3]
| الفنان         | عن                                                         |
| -------------- | ---------------------------------------------------------- |
| هالة صدقي      | أفضل ممثلة في الوطن العربي عن مسلسل "جعفر العمدة"          |
| رامي صبري      | أفضل مطرب عربي لعام 2023 عن أغنيته "يمكن خير"              |
| زينب حسين      | أفضل مغنية عربية شابة في مهرجان العراق الدولي.             |
| ميشال فاضل     | عن مجمل مسيرته في عالم الموسيقى                            |
| بدر حكيم       | أفضل مغني عربي شاب.                                        |
| اليكساندر علوم | أفضل ممثل دراما عراقي شاب لعام 2023 عن دوره في مسلسل حيرة. |
| اياد راضي      | أفضل ممثل دراما عراقي لعام 2023.                           |
| دانييلا رحمة   | أفضل ممثلة لبنانية لعام 2023                               |